# Hans Feurer
Hanspeter Feurer, connu comme Hans Feurer, né le 22 septembre 1939 à Saint-Gall (Suisse) et mort le 16 janvier 2024 à l'âge de 84 ans, est un photographe de mode suisse.

## Biographie
Après des études d'art en Suisse, Hans Feurer travaille comme graphiste, illustrateur et directeur artistique pour plusieurs agences de publicité à Londres. En 1966, il achète une Land Rover et part pour l'Afrique où il mûrit sa décision de devenir photographe. Il revient à Londres, loue un studio et commence à travailler ses images. À la fin de l'année 1967, le travail d'Hans Feurer est remarqué, et sa carrière lancée.
Auteur du calendrier  en 1974 , il collabore avec les influents magazines de mode de l'époque comme l'allemand Twen et le britannique Nova, aujourd'hui tous deux disparus. En 1983, il photographie le mannequin Iman dans l'une des campagnes Kenzo. Toujours très actif, il est régulièrement sollicité par des revues comme le Vogue Paris, ELLE, Numéro ou Another.
Hans Feurer meurt le 16 janvier 2024 à l'âge de 84 ans.

## Expositions
En 2013, la maison d'édition Damiani Editore lui consacre un livre, lequel fera l'objet d'une exposition dans le concept store parisien colette fin septembre 2013.
En janvier 2014, il est l'invité d'honneur de la fashion week de Rome pour exposer quelques-unes de ses photos, en la présence de Kenzo Takada. En juin 2014, il expose une partie de son travail à Moscou dans la galerie d'art contemporain RuArts (ru), avec le support du magazine Vogue Russie.